# Walter Mourant
Walter Byron Mourant (Chicago, 29 augustus 1910 – 1995) was een Amerikaans componist en arrangeur.

## Levensloop
Mourant studeerde van 1931 tot 1936 aan de befaamde Eastman School of Music in Rochester en behaalde aldaar zijn Bachelor of Music alsook in 1938 zijn Master of Music. Vervolgens voltooide hij van 1937 tot 1938 zijn studies aan de Juilliard School of Music.
Hij werkte als freelance componist. Zijn eerste orkestwerk schreef hij al tijdens zijn studies aan de Eastman School of Music in 1932 en werd spoedig gepubliceerd. Als arrangeur werkte hij voor verschillende omroeporganisaties, zoals de CBS en de National Broadcasting Company (NBC). Voor de laatstgenoemde schreef hij het thema voor het March of Time-programma. Zijn bekendste compositie is ongetwijfeld Swing Low, sweet Clarinet, dat hij voor Woody Herman componeerde.

## Composities

### Werken voor orkest
- 1953 Ecstasy, voor klarinet, harp, celesta en strijkorkest
- 1954 Elm Street, Fairbury (Illinois), voor althobo en strijkers
- 1955 Sleepy Hollow Suite, voor strijkers en harp
  1. Air
  2. Vespers
  3. Dance
- 1955 Valley of the Moon, voor strijkorkest
- 1955 Air and Scherzo, voor hobo, harp en strijkers
- 1963 Blue Horizons, voor harp en strijkers
- Aria (Harper's Ferry, West-Virginia), voor orkest
- Blue Haze, voor klarinet en strijkers
- Concertino, voor klarinet en klein orkest
- Dark Forest, voor kamerorkest
- Daydream, voor strijkorkest
- El Gaucho, voor orkest
- Fantasia, voor orkest
- Fantasy for Strings (Waltzing Mannequins), voor strijkorkest
- Five Inhibitions, suite voor orkest
- Flea Dance, voor orkest
- Four Garden Scenes, voor kamerorkest
- Idyl, voor dwarsfluit en strijkers
- Pizzicato Polka, voor strijkorkest
- Quiet Rhapsody, voor strijkorkest
- Serenade, voor orkest
- Song for Strings, voor strijkorkest
- Song of the Caribbean, voor orkest
- Swing low, sweet Clarinet
- Spiritual, voor orkest
- The pied piper, voor klarinet, celesta en strijkorkest[1]
- Three acts from "Punch & Judy", voor orkest
- Three Dances, voor orkest
- Whistler's Father, voor orkest

### Werken voor harmonieorkest
- 1963 Seascape, voor harmonieorkest
- 1972 Preamble to the Constitution of the United States, voor gemengd koor en harmonieorkest
- 1975 Caribbean Carnival
- Seventy Six Special
- Air for Band
- The God of Abraham Praise, voor gemengd koor en harmonieorkest
- On the eve of his Execution, voor bariton en harmonieorkest
- Polychrome - Pony Express, voor harmonieorkest

### Vocale muziek

#### Werken voor koor
- A Child's Garden of verses, voor unisono koor en vrouwenkoor
- Bless thou the Lord, o my Soul, voor gemengd koor en piano
- Christmas Bells, voor unisono kinderkoor, gemengd koor en piano
- Let us got into the House of the Lord, voor gemengd koor en orgel
- Lirico e Tirmico - Litany for Easter, voor gemengd koor en toetseninstrument
- Psalm 1, voor alt solo, gemengd koor en orgel
- Psalm 24, voor gemengd koor en orgel
- Psalm 29, voor gemengd koor en piano
- Psalm 90, voor sopraan, alt, bas solo, gemengd koor en orgel
- Psalm 148, voor gemengd koor en orgel (of piano)
- Revelations 7:12, voor gemengd koor en piano

#### Liederen
- 1962 Blue lullaby, voor zangstem en piano
- A Bird sings now, voor zangstem en piano
- Chill of the eve, voor zangstem en piano
- Anthony O'Daly, voor zangstem en piano
- Antiphon for Easter, voor bariton, kinderkoor, gemengd koor en piano
- Armies in the Fire, voor zangstem en piano
- Arpeggio, voor zangstem en piano
- At the Sea-Side, voor zangstem en piano
- Auntie's Skirts, voor zangstem en piano
- Barbarians, voor zangstem en piano
- Bed in Summer, voor zangstem en piano
- Bessie Bobtail, voor alt en piano
- Block City, voor zangstem en piano
- Breakfast Time, voor zangstem en piano
- The Buds, voor zangstem en piano
- Check, voor zangstem en piano
- Island in the Sky - Japanese Fan, voor middenstem en piano (of harp)
- Love's secret - Love, love, love, voor sopraan en harp
- Lovers, voor sopraan en piano
- Oh! Say not Woman's Heart is bought, voor sopraan en harp
- Our love must have it's way, voor zangstem en piano
- Sing me a Song, voor tenor (of bariton) en piano
- The Indian Serenade, voor zangstem en piano
- The Lamb, voor sopraan en piano
- The Primrose, voor sopraan en harp
- The Tale of mad Brigid, voor zangstem en piano
- Three Lovesongs, voor sopraan en harp
- Washed in Silver, voor zangstem en piano

### Kamermuziek
- 1952 Fantasy, voor altviool en piano
- 1962 Air and scherzo, voor hobo en piano
- 1962 Elegy, voor dwarsfluit en harp
- 1963 Prelude & Rondo, voor klarinet, harp en strijkers
- 1971 Prelude & dance, voor klarinet en harp
- Burlesca, voor klarinet en piano
- Burletta, voor klarinet en strijkkwartet
- Dance of the Potted Puppet, voor klarinet en piano
- Evening Song, voor acht klarinetten
- Hallowe'en Dance, voor dwarsfluit, hobo, klarinet en fagot
- Kwartet, voor saxofoonkwartet
- Mountain Air, voor dwarsfluit, slagwerk en strijkers
- Nine tiny Piglets - Nocturne, voor klarinet en piano
- Overture to a Puppet Show, voor klarinet en piano
- Prelude, voor klarinet en piano
- Prelude & Rondo, voor viool, altviool en cello
- Prelude, Fantasy & Epilogue, voor saxofoonkwartet
- Remembrance of things past, voor hobo, harp en strijkers
- Scherzo, voor saxofoonkwartet
- Spring Idyll, voor dwarsfluit en piano (of strijkkwartet)
- Strijkkwartet nr. 1
- Strijkkwintet
- The marble Faun, voor hobo en strijkers
- Three New Hampshire Idylls, voor celesta en strijkers

### Werken voor orgel
- Chorale Prelude

### Werken voor piano
- A Question
- Air
- Answer
- Invocation of inner Grace
- Latin American Suite
- Nine Preludes for piano
- Oogaboo Army March
- Overture to "Max & Felix"
- Romance, voor twee piano's
- Sonata
- Suite for piano - from the "Land of Oz"
- Suite "Four Clowns"
- Three Preludes

### Werken voor harp
- Apostrophe
- Suite for harp "A day in the country"
- Suite for harp "Lirico e ritmico"
- Suite for harp "from the Nursery"

## Media
1. ↑  The pied piper door het "Mexico Philharmonic Orchestra"

- Biblioteca Nacional de España: XX1009623
- Gemeinsame Normdatei: 1089752520
- International Standard Name Identifier: 0000 0000 5919 4648
- Library of Congress Control Number: no88004251
- MusicBrainz: 843ec687-9861-4360-aab4-4dafd5dc0536
- Nationale Bibliotheek van Israël: 987012500580005171
- Virtual International Authority File: 6946847
- WorldCat: E39PBJhH3cxMp6My6VkJ9D4H4q